# Prodioxys rufiventris
Prodioxys rufiventris är en biart som först beskrevs av Amédée Louis Michel Lepeletier 1841.  Prodioxys rufiventris ingår i släktet Prodioxys och familjen buksamlarbin. Inga underarter finns listade i Catalogue of Life.